# Montandon
Montandon település Franciaországban, Doubs megyében. Lakosainak száma 372 fő (2022. január 1.). Montandon Soulce-Cernay, Les Bréseux, Les Plains-et-Grands-Essarts, Saint-Hippolyte, Thiébouhans és Trévillers községekkel határos.

## Népesség
A település népességének változása:
| Lakosok száma | 289  | 299  | 341  | 319  | 399  | 408  | 405  | 385  | 375  | 372  |
|               | 1968 | 1982 | 1990 | 2006 | 2013 | 2015 | 2017 | 2019 | 2020 | 2022 |